# Choe Thae-bok
Choe Thae-bok (최태복?, 崔泰福恩?, Choe TaebokLR, Ch'oe T'aebokMR; Namp'o, 1º dicembre 1930 – Pyongyang, 20 gennaio 2024) è stato un politico nordcoreano, membro del politburo del Partito del Lavoro di Corea, di cui fu segretario e poi, dal 1998 al 2019, presidente. Fu inoltre consigliere di Kim Jong-il.

## Biografia
Choe Thae-bok nacque a Namp'o, nel P'yŏngan Meridionale, il 1° dicembre 1930. Intraprese i primi studi alla Mangyongdae Revolutionary School, per poi studiare chimica e ingegneria all'università Kim Il-sung. Completò i suoi studi a Lipsia, all'epoca facente parte della Repubblica Democratica Tedesca, e poi a Mosca, in Russia. Al ritorno in Corea del Nord lavorò come insegnante, e nel 1965 a Hamhŭng come direttore dell'istituto di chimica della città, di cui divenne preside nel 1968. Nel 1972 si unì al Partito del Lavoro di Corea.
A partire dalla fine degli anni 1970 assunse un ruolo più significativo nella politica del paese: negli anni 1980 rivestì la carica di presidente della Commissione per l'istruzione dal 1981 quella di ministro dell'istruzione superiore. In tale veste incentivò gli scambi culturali con altri Stati, per consentire agli studenti nordcoreani di studiare anche all'estero. Nel 1982, invece, fu eletto per la prima volta membro dell'Assemblea popolare suprema, e negli anni seguenti rivestì alcuni incarichi interni al Partito del Lavoro di Corea.
Il 19 ottobre 2012 incontrò Zandaakhüügiin Enkhbold, l'allora presidente del parlamento della Mongolia: durante l'incontro i due politici aprirono la strada a una possibile collaborazione futura tra i due Paesi in ambito commerciale e informatico. Nell'ottobre del 2017 si ritirò da vicepresidente del Partito del Lavoro di Corea.
Morì per un arresto cardiaco il 20 gennaio 2024, all'età di 93 anni.